# جون وارد
جون وارد (بالإنجليزية: John Ward)‏ (7 أبريل 1951 لنكولن المملكة المتحدة - ) هو لاعب كرة قدم بريطاني يلعب كمهاجم.

## وصلات خارجية
جون وارد على موقع قاعدة بيانات كرة القدم.إي يو (الإنجليزية)
- جون وارد على موقع Soccerbase.com (مدرب) (الإنجليزية)